# Аксиомы межличностной коммуникации
Аксиомы межличностной коммуникации (англ. Five basic axioms) — свойства взаимоотношений между людьми, впервые описанные группой американских учёных во главе с Паулем Вацлавиком из Института психологических исследований Пало-Альто в 1967 году. Эти аксиомы описывают основы коммуникации в малых группах, а также дают возможность объяснить эффект так называемой «паталогической коммуникации» — осложнений, которые могут исказить коммуникацию, завести её в тупик.

## Предыстория
В 1967 году группа психологов из Института психологических исследований Пало-Альто (англ. Mental Research Institute) опубликовали книгу «Прагматика человеческих коммуникаций». В данной книге три автора, Пауль Вацлавик, Джанет Бивин и Дон Джексон, представили модель человеческих коммуникаций, основанную на системном мышлении. Кроме того, книга описывала групповое взаимодействие, в частности, отношения в семьях, в которых были замеченые поведенческие патологии.

## Аксиомы межличностной коммуникации
Очень часто коммуникация происходит на бессознательном уровне. Такая коммуникация случается автоматически, то есть человек не думает о ней заранее. С одной стороны, это экономит силы, но с другой — не всегда производит тот эффект, на который вы рассчитывали, будь у вас возможность заранее проконсультироваться самим с собой.
Даже когда вам кажется, что вы не посылаете никаких сигналов, такое отсутствие сигнала очевидно любому стороннему наблюдателю, и само по себе является сообщением. Более того, зачастую мы бессознательно посылаем довольно много невербальных сигналов, даже когда кажется, что мы не посылаем сигналов вообще.
Это значит, что находясь среди людей, нельзя полностью избежать коммуникации. Но очень просто её исказить, причём в обе стороны. Другими словами, точно невозможно не коммуницировать, но возможно неточно коммуницировать.
«Невозможно не коммуницировать» — первая и самая известная аксиома из 5 аксиом Пауля Вацлавика. По словам доктора Гордона Коутса, несмотря на то, что они были описаны в 1967 году и некоторые используемые термины претерпели изменения, каждая из них до сих пор применима к современной коммуникации.

### Первая аксиома. Невозможность отсутствия коммуникации
Вокруг этой аксиомы много споров и обсуждений — согласно ей, любое поведение может быть коммуникативным, не важно, подразумевал ли это человек. Например, исходя из неё, демонстративное молчание после ссоры (так называемый «silent treatment») — коммуникация, потому что человек, на которого это молчание направлено, получает сообщение «я тобой недоволен». В рабочей обстановке, постоянно опаздывающий человек может восприниматься как сообщающий «я не заинтересован в этой работе». Человек, который во время деловой встречи отвечает на телефонный звонок, может восприниматься как сообщающий «я важнее вас». Намеренность действий — сложный вопрос сферы коммуникаций, и нет однозначной оценки её роли. Группа Пало Альто придерживается мнения, что коммуникация не обязательно несёт в себе намеренный характер.

### Вторая аксиома. Любая коммуникация имеет уровень содержания и уровень отношения
Аксиома утверждает, что коммуникация существует как на уровне содержания, так и на уровне личных отношений. Когда люди взаимодействуют, они посылают определённые сообщения, которые рассматриваются на уровне содержания. Эти сообщения могут быть как вербальными, так и невербальными. Одновременно с трансляцией содержания, транслируется также дополнительная информация. Уровень личных отношений свидетельствует о том, как содержание должно трактоваться, учитывая уровень личных отношений между участниками коммуникации. В качестве примера можно рассмотреть следующие выражения: «Денис, ты сможешь доделать брошюру?» и «Денис, доделай брошюру». Сообщения фактически одинаковые на уровне содержания, но разные на уровне личных отношений. Первое может быть воспринято как просьба, второе — как приказ. Более того, в первой коммуникации скорее всего участники наравне и в уважительных отношениях, а во второй — говорящий либо действительно выше второго по статусу, либо пытается установить над ним устное превосходство. Такого рода информация о личных отношениях может влиять на весь ход коммуникации.

### Третья аксиома. Пунктуация последовательности событий
Данная аксиома фокусируется на тенденции коммуницирующих «расставлять пунктуацию». Пунктуация с точки зрения грамматики — использование знаков для выделения предложений, частей сложных предложений и так далее. Например, предыдущее предложение начинается с заглавной буквы П, что указывает на начало предложения, также в нём есть запятая и тире для указания на интонационные паузы и точка, указывающая на конец предложения). Согласно Вацлавику и его группе, пунктуация в коммуникации — схожее явление. Они отмечают, что участники коммуникации воспринимают её как последовательность начал и концов, причин и следствий. Скажем, в примере из второй аксиомы, Денис мог бы ответить на приказ следующим образом: «Да да, сэр, конечно, сэр, как скажете, сэр». В этой ситуации для Дениса приказ, который он счёл неуместным, стал причиной его сарказма, а для второго говорящего такой саркастический ответ может послужить подтверждением того, что в этой ситуации надо было именно приказать, а не попросить. Суть этой аксиомы в том, что несмотря на то, что коммуницирующие обычно приписывают взаимодействиям определённые причины и следствия, для каждого участника они могут быть разными. «Пунктуация» всегда субъективна, и никакая трактовка не может быть ни полностью верной, ни полностью неверной. Кроме того, Вацлавик и другие утверждают, что различия в «пунктуации» зачастую приводят к конфликтам между участниками системы.

### Четвёртая аксиома. Аналоговое и дигитальное взаимодействие
Она заключается в том, что связь влечет за собой как цифровые, так и аналоговые коды. Аналоговые коды — это те, в которых символ действительно напоминает объект, который он представляет. Например, два пальца, поднятые вверх, чтобы обозначить цифру 2 — это аналог. Другой аналог — плач, который помогает передать грусть; слезы — это физическое представление эмоций. Большинство невербальных коммуникаций являются аналогами, хотя это не совсем так. Многие знаки, такие как средний палец или знак «ОК», не являются аналогами. С другой стороны, несколько словесных сообщений являются аналогами, но есть исключения. Такое явление, как Ономатопе́я (слова, являющиеся звукоподражанием) можно рассматривать как примеры аналоговой коммуникации.
Цифровая связь — это явление, в котором символ и смысл символа связаны произвольно. Например, в слове «кот» нет ничего по сути своей напоминающей это животное, и нет ничего от демократии в слове «демократия». Символ H2O никаким образом не похож на воду. Значения этих символов культурно опосредованы — им приписывается то или иное значение.
В целом, эта аксиома предполагает, что общение происходит как в цифровом, так и в аналоговом режиме, но есть сильные и слабые стороны обоих способов коммуникации, и коммуникаторы испытывают трудности в переводе между ними. Как адекватно выразить чувство разочарования словами? И наоборот, существуют слезы печали и слезы радости; и нельзя определить, какую эмоцию испытывает собеседник, только с помощью аналоговой коммуникации.

### Пятая аксиома. Все коммуникационные обмены являются либо симметрическими, либо комплементарными
Пятая и последняя аксиома предполагает, что связь может быть симметрической или комплементарной, в зависимости от того, основана ли она на равенстве или же на различиях. Когда коммуникаторы ведут себя одинаковым образом, они ведут себя симметрически. Например, Майк саркастично вам отвечает, и вы саркастично отвечаете Майку. Когда коммуникаторы ведут себя по-разному, они ведут себя комплементарно, например, Майк приказывает, а вы подчиняетесь. Стоит обратить внимание, что поведение в комплементарном режиме означает не то, что взаимодействующие ведут себя противоположным образом, а то, что у них различные модели поведения . Эта аксиома чаще всего используется для изучения поведения контроля.
В целом, системные теории признают сложности взаимодействия. Они сосредоточены на структурах отношений, которые развиваются между взаимодействующими людьми. В работе Palo Alto Group особое внимание уделяется тому, как общение происходит в межличностных системах связи .

## Последствия для межличностного общения
В книге Applying Communication Theory for Professional Life (рус. — Применение теории коммуникации в профессиональной жизни), авторы М. Дэйнтон и Э. Зэллей иллюстрируют проявления этих аксиом на практике.
| Аксиома                                                                                 | Последствия для межличностного общения |
| --------------------------------------------------------------------------------------- | --- |
| Невозможность отсутствия коммуникации                                                   | Восприятие партнером вашего поведения будет влиять на ваши отношения, в независимости от того, намеренно вы себя так вели или нет. |
| Любая коммуникация имеет уровень содержания и уровень отношения                         | Как вы говорите то, что вы говорите, повлияет на восприятие ваших партнеров, а также даст другим понять, какие отношения между участниками.                                                                                             |
| Пунктуация последовательности событий                                                   | То, что вы считаете причиной и следствием, не обязательно является таковым для партнера. |
| Аналоговое и дигитальное взаимодействие                                                 | Цифровые коды могут выражать подробные смыслы, если взаимодействующие используют один и тот же набор символов; аналоговые коды используются для выражения сильных чувств.                                                               |
| Симметрическое и комплементарное взаимодействие                                         | Коммуникация между людьми, равными по статусу, является симметричной (друзья, коллеги, супруги). Коммуникация между людьми с разным статусом является комплементарной (начальник - подчинённый, родитель - ребёнок, старший - младший). |
| Коммуникация может быть как намеренной, так и ненамеренной, эффективной и неэффективной | В рамках систем развиваются такие модели взаимодействия, что люди ведут себя либо по-разному, либо одинаково. Эти шаблоны особенно иллюстрируют баланс сил в отношениях.                                                                |

## Вклад в науку
Эта книга стала первым вестником революции в области психотерапии. До этого большинство терапевтических подходов были сфокусироваными на индивиде (одновалентными, как они называются в книге). Подход, который был представлен в этой книге, был крайне радикальным на момент написания, но сейчас таковым не является. Суть данного подхода заключается в том, что невозможно в полной мере понять поведение и симптомы в области психического здоровья в отрыве от контекста, взаимодействия и коммуникации.
Владимир Карасик, доктор филологических наук, говорит: 

"Изменение статусно-ролевой коммуникации после публикации книги американскими учеными стало одним из интегрирующих понятий, исследующих «возможность рассмотреть как общие, так и специфические характеристики поведения людей, говорящих на определённом языке и соответственно разделяющих систему оценочных норм определённого общества». 
С помощью этой теории можно и нужно рассматривать коммуникацию в плоскости культурного феномена.
По словам доктора филологических наук Веры Митягиной: 

«Антропологичность современных исследований, первичность идей коммуникативной лингвистики обусловили априорность интерсубъективности в семиотике культурного пространства. Глобализация имеет бесспорные шансы в политике, экономике, но её стандартизующее, унифицирующее воздействие на культуру отдельного социума может вызвать „реакцию отторжения“, которую не смогут нейтрализовать объективные успехи интеграционных процессов. Поэтому исследования в координатах „личность — ментальность — коммуникация — культура“ могут и должны содействовать определению и оптимизации путей развития социокультурных общностей в едином интеракционном континууме».

## Критика
В введении к книге «Прагматика человеческих коммуникаций» сами авторы говорят, что можно утверждать, что в этой книге игнорируются важные исследования, которые непосредственно связаны с её предметом. Недостаточность явных ссылок на невербальную коммуникацию — один повод для критики, отсутствие ссылок на общую семантику — второй. Но эта книга — не более, чем введение в прагматику человеческого общения (область, которой на момент написания книги было уделено мало внимания), и поэтому не может указывать на все существующие связи с другими научными областями, не становясь энциклопедической в плохом смысле этого термина. По той же причине необходимо было ограничить ссылки на многочисленные другие работы по теории человеческого общения, особенно когда такие работы ограничивают изучение коммуникации как одностороннего явления (от говорящего к слушателю) и не доходят до рассматривания общения как процесс взаимодействия.
По словам доктора филологических наук Веры Митягиной, ученые употребляют термины «коммуникация» и «поведение» как синонимы, когда говорят, что «с точки зрения прагматики всё поведение, а не только речь, является коммуникацией, а вся коммуникация — даже характеристики самого контекста — влияют на поведение». «Применительно к изучению контекста как совокупности поведенческих проявлений личности данное понимание коммуникации вполне логично. но подобная интерпретация не вполне применима к анализу коммуникации как источнику социокулыурных эманаций. В данной работе поведение принимается равным коммуникации только на уровне межличностных отношений».